# クリーバーン・インターモーダル・トランスポーテーション・デポ
クリーバーン・インターモーダル・トランスポーテーション・デポ （英語： Cleburne Intermodal Transportation Depot ）は、アメリカ合衆国テキサス州クリーバーン ノース・ボーダー・ストリート206にある駅。全米各地を結ぶ旅客鉄道のアムトラックが乗り入れている。

## 概要
1999年に建設されたクリーバーンの交通結節点は、アムトラックとローカルバスの両方を提供している。建物にはクリーバーン市の地域輸送システム「クレトラン」のための派遣事務所を併設している。クリーバーン市はアッチソン・トピカ・サンタフェ鉄道（現BNSF鉄道）から不動産を譲渡され、キサス州を介してセクション5311（f）のための2種の助成金を得た。プロジェクトの総費用40万ドルの80パーセントは5311（f）の助成金であり残りは市内の土地の寄付や一般的なファンドによるものだった。

## 利用可能な鉄道路線／列車
アムトラックの停車する列車は下記の通り。
シカゴとサンアントニオ / ロサンゼルス間の夜行長距離列車テキサス・イーグル号 …1日1往復停車
※南行列車のシカゴ（日・火・金）出発便はサンアントニオでサンセット・リミテッド号と併結され、ロサンゼルス行きとなる。シカゴとサンアントニオ間は毎日運転。北行列車のロサンゼルス（日・水・金）出発便はサンアントニオまでサンセット・リミテッド号と併結され、同駅で切り離し。サンアントニオとシカゴ間は毎日運転。

## バス
当駅から乗車できるバスは以下の通り。
路線バス… クレトラン (Cletran) 